# Zaletta turneri
Zaletta turneri är en insektsart som beskrevs av Webb 1983. Zaletta turneri ingår i släktet Zaletta och familjen dvärgstritar. Inga underarter finns listade i Catalogue of Life.